# 圣奎里诺
圣奎里诺（義大利語：San Quirino），是意大利波代诺内省的一个市镇。总面积51平方公里，人口4279人，人口密度83.9人/平方公里（2009年）。ISTAT代码为093040。